# Љубомир Вуловић
Љубомир Вуловић (Вукосавци, 6. јануар 1876 — Солун, 26. јун 1917) је био артиљеријски мајор, завереник у Мајском преврату и припадник револуционарне организације „Уједињење или смрт“.

## Биографија

### Младост и школовање
Рођен је 6. јануара 1876. године у селу Вукосавцима, среза јасеничког округа Крагујевачког. После завршетка основне школе, ниже гимназије и артиљеријско техничке војне школе у Крагујевцу, уписао је Војну академију у Београду, артиљеријски одсек, коју је око 1898. завршио те је промовисан као потпоручник.
Завршио је и виши курс Војне академије и генералштабну школу. Показавши се као официр веома одлучан и педантан, веома брзо је постао љубимац Генералштаба и стекао поверење својих старешина.

### Мајски преврат
Негде пре мајског преврата, око 1901, постао је добар пријатељ Драгутину Димитријевићу, тада капетану. Као Аписов истомишљеник и човек који није волео династију Обреновић и њену политику, ступио је у групу особа које су припремале и извеле Мајски преврат 1903. године. У њему је активно учествовао.
У Дунавској дивизији, где је као поручник служио Вуловић, пошао је да спречи команданта дунавске дивизије, пуковника Димитрија Николића, присталицу династије Обреновић, да изведе јединицу из гарнизона и угуши пуч. Вуловић је имао задатак да пуковника разоружа и ухапси. Пуковник Николић је некако успео да побегне, али Вуловић је успео да обавести вође пуча о томе. Пуковник Николић је пружао отпор при хапшењу, те је убијен.
После преврата Вуловић је унапређен у чим капетана друге класе.

### Четничка акција
Као човек немирног духа, револуционар и патриота у души, постао је познати национални радник и као четнички војвода — Љубодраг, „четовао је“ по Македонији и Старој Србији током 1904. и 1905. године заједно са официрима Војиславом Танкосићем и Војином Поповићем. Током 1906. године постао је члан команде четничке акције са седиштем у Врању.

### Рад на граници 1909—1912.
Око 1907. године постао је командир одреда полицијске жандармерије у Врању која је спадала у командну одговорност Моравске дивизијске области. Године 1909. постао је ађутант команданта граничне трупе потпуковника Антонија Милошевића са седиштем у Прокупљу. Командир друге чете граничне трупе са седиштем у Куршумлији постао је 1911. године.
Ту се спријатељио са Вељком Рамадановићем који је тада био начелник среза косаничког и познат национални радник, који је помагао четничку акцију и сузбијао кријумчарење, пљачке и убиства на српско-турској граници. Рамадановића је Вуловић упознао још у Врању док је Вељко тамо био начелник среза пчињског.
Због сукоба са другом, капетаном Павлом Блажарићем око метода сузбијања кријумчарења на граници, Вуловић прелази почетком 1912. године за командира прве чете граничне трупе са седиштем у Луковској бањи. Капетан Павле Блажарић постао је командир друге чете у Куршумлији којом је дотад командовао капетан Вуловић. Њих двојица ће у сарадњи са среским начелником Рамадановићем знатно сузбити кријумчарење и убиства на граници и скупити многе важне обавештајне податке који ће знатно допринети успеху српске војске у Балканским ратовима.

### Балкански ратови
Вуловић је активно учествовао у Балканским ратовима.
Са Павлом Блажарићем у садејству, Вуловић је крајем октобра 1912. године са својом јединицом знатно допринео да се без већих губитака заузме Призрен и обезбеди нова српско-албанска граница. По ослобођењу Призрена Вуловић је постављен за команданта града. Почетком 1913. године Вуловић је наредбом Врховне команде постављен за начелника среза паштричког округа призренског.
По свршетку балканских ратова Љубомир Вуловић је унапређен у чин мајора. У лето 1913. године пребачен је на рад у генералштабни одсек Министарства војног. Уочи Сарајевског атентата био је командант целог граничног сектора према Аустро-Угарској због чега се доводи у везу са радом револуционарне организације „Млада Босна“ заједно са својим пријатељем потпуковником Драгутином Димитријевићем Аписом.

### Први светски рат
Почетком Првог светског рата учествовао је у свим важнијим биткама Србије против Аустроугарске или као обавештајни официр или као борац. Године 1915. прешао је Албанију, и преко Крфа стигао на Солунски фронт почетком 1916. године. Те године, због свега што је преживео у претходним ратовима, постао је озбиљан срчани болесник.

### Хапшење, солунски процес и смрт
На солунском фронту организовао је обавештајну службу у позадини фронта како би разбио бугарску и немачку шпијунску мрежу. Крајем 1916. године бива повучен са Солунског фронта и ухапшен по налогу регента Александра Карађорђевића као Аписов пријатељ у вези са „Солунском афером“.
Интерниран је у Бизерту у команду резервних трупа, где је тој команди стављен на расположење. Ту се у интернацији због исте афере налазио и његов пријатељ Вељко Рамадановић, који ће нешто касније основати прву српску школу за ослепеле и оглувеле српске ратнике.
По наређењу команданта Врховног штаба српске војске мајор
Љубомир Вуловић је 21. јануара 1917. године, поново ухапшен и стражарно спроведен лађом из Бизерте у Солун.
На познатом „Солунском процесу“ као један од вођа револуционарне организације „Црна рука“, која је наводно припремала и извела атентат на регента Александра, осуђен је заједно са својим пријатељима пуковником Драгутином Димитријевићем Аписом и потпоручником Радетом Малобабићем на смрт. Упркос невиности, на монтираном суђењу и апелима са највиших места владе и војске Краљевине Србије, регент Александар Карађорђевић није хтео да их помилује.
Мајор Љубомир Вуловић, пуковник Драгутин Димитријевић Апис и Раде Малобабић стрељани су на Солунском пољу 13/26. јуна 1917. године.

### Епилог
Супругу покојног Мајора Љубомира Вуловића помагао је финансијски и у свему другом, после Првог светског рата па све до своје смрти 1943. године, Вељко Рамадановић, српски и југословенски филантроп, педагог, национални и социјални радник. Тиме је свој завет према пријатељу Рамадановић часно и поштено испунио.
Мајор Љубомир Вуловић је написао писмо дан пред извршење пресуде, у коме је навео да је за атентат први пут чуо на самом суђењу, да су сведоци били лажни, изневши у њему све своје сумње и претпоставке, као и молбу да се у ослобођеној отаџбини утврдити права истина. Писмо је написао пријатељу Тодору Михаиловићу, а оставио војном свештенику Здравку Пауновићу. Ово писмо нашло се у рукама Александра Ранковића, министра унутрашњих послова ФНРЈ, који је затим наредио Истражном одељењу министарства да предузме трагање, у циљу утврђивања истине
На поновљеном процесу 1953. године у Београду, Вуловић и другови су проглашени невиним и посмртно рехабилитовани.

## Лично
Био је пријатељ пуковника Драгутина Димитријевића Аписа, вође организације „Уједињење или смрт“, и Вељка Рамадановића, познатог педагога, филантропа и социјалног радника на пољу школовања и заштите инвалидне деце свих категорија у Краљевини Србији и Југославији.